# Зависимая территория
Зависимая территория — государственное образование, находящееся под юрисдикцией другого государства-метрополии, но формально не присоединённое этим государством, то есть не являющееся его частью. Такое государственное образование не обладает международной независимостью и полнотой суверенитета, хотя и может пользоваться определённой автономией.

## История
В большинстве случаев сегодняшние зависимые территории представляют собой осколки некогда обширных колониальных империй. В зависимости от наличия и характера внутреннего самоуправления и по историческим и юридическим причинам официальные статусы таких территорий варьируются. Так, эти территории могут считаться или не считаться частью своих метрополий. Максимальной степенью автономности обычно обладает «ассоциированное государство».
В основном, коренные жители современных зависимых территорий обладают такими же гражданскими правами, как и население государства-метрополии, хотя и не всегда таким же гражданством. Экономическая ситуация во многих зависимых территориях лучше, чем в соседних бывших колониях, ставших на волне деколонизации независимыми государствами. Примерами таких территорий являются Французская Гвиана или Пуэрто-Рико. С другой стороны, средние доходы местного населения обычно существенно ниже таковых у жителей соответствующей метрополии, а местная элита по-прежнему ориентирована на подчинённые отношения с государством-протектором.
Самая многочисленная, по числу жителей, зависимая территория — Пуэрто-Рико, самая малочисленная из обитаемых — Южная Георгия и Южные Сандвичевы острова и Питкэрн. Самая большая по площади зависимая территория из признанных мировым сообществом — Гренландия, а из непризнанных — Австралийская антарктическая территория, самые маленькие по площади зависимые территории из обитаемых — Гибралтар и Уэйк, а из необитаемых — риф Кингмен. Больше всего зависимых территорий у Великобритании - 17 в совокупности. Меньше всего зависимых территорий в Азии (три — Гонконг, Макао и Акротири и Декелия), а больше всего в Океании и Америке.
- В Европе:
  - Великобритания: коронные земли ( Гернси,  Джерси,  Остров Мэн),  Гибралтар.
- В Африке:
  - Франция:  Реюньон,  Майотта.
- В Азии:
  - Великобритания:  Акротири и Декелия.
- В Тихом океане:
  - Великобритания:  Острова Питкэрн.
  - Франция:  Новая Каледония,  Уоллис и Футуна,  Французская Полинезия.
  - США:  Гуам,  Северные Марианские Острова,  Американское Самоа, Внешние малые острова ( Риф Кингмен,  Пальмира (атолл),  Мидуэй,  Бейкер (остров),  Хауленд (остров),  Джарвис (остров),  Джонстон (атолл),  Уэйк).
  - Новая Зеландия:  Острова Кука,  Ниуэ,  Токелау,  Зависимая территория Росса.
  - Австралия:  Остров Норфолк,  Территория островов Кораллового моря.
- В Индийском океане:
  - Великобритания:  Британская Территория в Индийском Океане.
  - Франция:  Майотта,  Реюньон,  Французские Южные и Антарктические территории.
  - Австралия:  Остров Рождества,  Кокосовые острова,  Острова Ашмор и Картье,  Остров Херд и острова Макдональд,  Австралийская антарктическая территория.
- В Карибском море:
  - Великобритания:  Острова Кайман,  Монтсеррат,  Теркс и Кайкос,  Ангилья.
  - Франция:  Гваделупа,  Мартиника,  Сен-Бартелеми,  Сен-Мартен.
  - США:  Пуэрто-Рико,  Виргинские Острова (США),  Навасса.
  - Нидерланды:  Аруба,  Кюрасао,  Синт-Мартен, Карибские Нидерланды ( Бонайре,  Синт-Эстатиус,  Саба).
- В Южной Америке:
  - Франция:  Гвиана.
- В Атлантическом океане:
  - Великобритания:  Бермуды,  Виргинские Острова (Великобритания),  Острова Святой Елены, Вознесения и Тристан-да-Кунья,  Фолклендские острова,  Южная Георгия и Южные Сандвичевы Острова,  Британская антарктическая территория.
  - Франция:  Сен-Пьер и Микелон.
  - Дания:  Гренландия,  Фарерские острова.

## Список зависимых территорий

### Внешние территории Австралии
- Обитаемые
  -  Остров Норфолк — небольшой обитаемый остров в Тихом океане, расположенный между Австралией, Новой Каледонией и Новой Зеландией. Остров Норфолк является единственной нематериковой австралийской самоуправляемой территорией, согласно закону 1979 года (Norfolk Island Act 1979), принятым парламентом Австралии.
  -  Остров Рождества — небольшой остров в Индийском океане, внешняя территория Австралии. В 1958 году — передан Австралии. Управление островом осуществляется официальным представителем австралийского правительства.
  -  Кокосовые (Килинг) острова — группа из 27 мелких коралловых островов, расположенных в Индийском океане. С 23 ноября 1955 года переданы под управление Австралии. 1 сентября 1978 года правительство Австралии выкупило у потомка Клуниз-Росса практически всю землю, остатки были выкуплены в 1986 году. 6 апреля 1984 года был проведён референдум о самоопределении островов. Большинство высказалось за сохранение связи с Австралией.
- Необитаемые
  -  Австралийская антарктическая территория — территориальные претензии на эти земли бессрочно заморожены с 1961 года по Договору об Антарктике.
  - Ашмор и Картье — две группы небольших необитаемых тропических островов в Индийском океане, расположенных в окончании континентального шельфа Австралии к югу от индонезийского острова Роти. Внешняя территория Австралии с 1931 года. В августе 1983 года объявлены национальным заповедником.
  -  Остров Херд и острова Макдональд — небольшой необитаемый архипелаг в южной части Индийского океана. Состоит из двух основных островов — Херд и Макдональд, а также из множества мелких отдалённых островков, скал и рифов.
  -  Территория островов Кораллового моря — включает в себя группу небольших и в основном необитаемых тропических островов и рифов в Коралловом море к северо-востоку от австралийского штата Квинсленд.

Общая площадь 5 897 264,6 квадратного километра, общее население 5 878 человек. Самая многочисленная внешняя территория Австралии Остров Норфолк с населением в 2 210 человек, самая большая по площади Австралийская антарктическая территория с территорией в 5 896 500 квадратных километров.

### Великобритания
- Коронные земли
  -  Гернси
  -  Джерси
  -  Остров Мэн
- Британские заморские территории
  -  Акротири и Декелия - оспариваются Кипром
  -  Ангилья
  -  Бермудские острова
  -  Британская Антарктическая территория — территориальные претензии на эти земли бессрочно заморожены с 1961 года по Договору об Антарктике
  -  Британская территория в Индийском океане — оспаривается Маврикием и Сейшельскими островами
  -  Британские Виргинские острова
  -  Гибралтар — оспаривается Испанией
  -  Острова Кайман
  -  Монтсеррат
  -  Острова Питкэрн
  -  Острова Святой Елены, Вознесения и Тристан-да-Кунья
  -  Теркс и Кайкос
  -  Фолклендские острова — оспариваются Аргентиной
  -  Южная Георгия и Южные Сандвичевы острова — оспариваются Аргентиной

Общая площадь 1 728 285,9 квадратного километра, общее население 499 464 человека. Самая многочисленная зависимая территория  Гернси с населением в 100 080 человек, самая малочисленная из обитаемых Южная Георгия и Южные Сандвичевы острова с населением 30 человек, необитаемая территория — Британская Антарктическая территория. Самая большая по площади Британская Антарктическая территория с общей площадью в 1 709 400 квадратных километров, самая маленькая по площади — Гибралтар с 6,5 квадратного километра.

### Королевство Дании
- Гренландия
- Фарерские острова

Общая площадь — 2 167 481,7 квадратного километра, общее население 106 079 человек. Самая большая по площади и численности населения —  Гренландия с 2 166 086 квадратных километров и 57 728 человек.

### Специальные административные районы КНР
- Гонконг (Сянган)
- Макао (Аомынь)

### Колумбия
- риф Бахо-Нуэво — оспаривается США, Никарагуа и Ямайкой
- риф Серранилья — оспаривается США, Никарагуа и Гондурасом

### Королевство Нидерландов
- Аруба
- Кюрасао
- Синт-Мартен — южная часть острова Св. Мартина
- Карибские Нидерланды
  -  Бонайре
  -  Синт-Эстатиус
  -  Саба

Общая площадь 978,91 квадратного километра, общее население 321 339 человек. Самая большая по площади и численности населения  Кюрасао с 444 квадратными километрами и населением в 158 986 человек.

### Королевство Новой Зеландии
- Ассоциированные государства
  -  Острова Кука
  -  Ниуэ
- Зависимые территории
  -  Токелау
  -  Зависимая территория Росса — территориальные претензии на эти земли бессрочно заморожены с 1961 года по Договору об Антарктике

Общая площадь 452 271,92 квадратного километра, общее население — 20 054 человека. Самая большая по численности населения  Острова Кука с 14 974 человек, самая большая по площади Зависимая территория Росса с 450 000 квадратных километров.

### Заморские территории Норвегии
- Зависимые территории
  - Земля королевы Мод — территориальные претензии на эти земли бессрочно заморожены с 1961 года по Договору об Антарктике
  - Остров Буве
  - Остров Петра I — территориальные претензии бессрочно заморожены с 1961 года по Договору об Антарктике
- Интегрированные территории
  - Архипелаг Шпицберген (включая остров Медвежий) — с ограничениями согласно Шпицбергенскому трактату
  - Остров Ян-Майен

### Островные территории США
- Пуэрто-Рико
- Виргинские Острова (США)
- Гуам
- Северные Марианские Острова
- Американское Самоа
- Внешние малые острова
  - Пальмира
  - Навасса — оспаривается Республикой Гаити
  - Риф Кингмен
  - Мидуэй
  - Джарвис
  - Бейкер
  - Хауленд
  - Джонстон
  - Уэйк — оспаривается Маршалловыми Островами

Общая площадь 10 689,52 квадратного километра, общее население 4 097 255 человек. Самая многочисленное по населению и самое обширное по площади  Пуэрто-Рико с общей площадью 9 104 квадратных километра и населением в 3 725 789 человек.

### Финляндия
- Аландские острова — с ограничениями согласно Аландской конвенции

### Заморские владения Франции
- Заморские регионы
  -  Гваделупа
  -  Майотта — оспаривается Коморскими островами
  -  Мартиника
  -  Реюньон
  -  Французская Гвиана
- Заморские сообщества
  -  Сен-Бартелеми (Сен-Бартельми)
  -  Сен-Мартен — северная часть острова Св. Мартина
  -  Сен-Пьер и Микелон
  -  Уоллис и Футуна
  -  Французская Полинезия
- Образования с особым статусом
  - Остров Клиппертон
  -  Новая Каледония
  -  Французские Южные и Антарктические территории
    - Остров Амстердам
    - Остров Сен-Поль
    - Острова Крозе
    - Архипелаг Кергелен
    - Острова Эпарсе (Разбросанные острова)
      - Гейзер — оспаривается Мадагаскаром и Коморскими Островами
      - Бассас-да-Индия — оспариваются Мадагаскаром
      - Европа — оспаривается Мадагаскаром
      - Глорьёз — оспариваются Мадагаскаром
      - Жуан-ди-Нова — оспариваются Мадагаскаром
      - Тромлен — оспаривается Маврикием

    - Земля Адели — территориальные претензии на эти земли бессрочно заморожены с 1961 года по Договору об Антарктике

Общая площадь 560 003,33, общее население 2 779 705 человек. Самая многочисленная зависимая территория  Реюньон с населением 844 994 человека, самая малочисленная  Сен-Пьер и Микелон с населением 6 080 человек, Французские Южные и Антарктические территории и остров Клиппертон необитаемы. Самые большие по площади необитаемые Французские Южные и Антарктические территории с 439 672 квадратных километров, самая большая по площади обитаемая Французская Гвиана с 91 000 квадратных километров, самая маленькая по площади Клиппертон с 1,7 квадратного километра.
Примечание. В данный список не включены военные базы, находящиеся на территории других государств на правах аренды.

## Несамоуправляющиеся территории
Организация Объединенных Наций определяет несамоуправляющуюся территорию как территорию, «народ которой еще не достиг полной меры самоуправления». Не всякая зависимая территория является несамоуправляющейся, многие зависимые территории имеют полную меру внутреннего самоуправления, которую население данной территорий выбрало при свободном волеизъявлении. На практике несамоуправляющаяся территория — это территория, на которой не был проведен признанный ООН свободный референдум о независимости / вхождении в состав другого государства / нахождении в зависимом от другого государства состоянии с получением внутреннего самоуправления. С 1946 года ООН ведет список несамоуправляющихся территорий. С момента создания списка многие территории были исключены из списка по мере получения независимости или внутреннего самоуправления, в то время как другие территории добавлялись по мере переоценки статуса территорий. На 2024 год список несамоуправляющихся территорий ООН насчитывает 17 территорий.
- В Африке
  - Западная Сахара
- В Европе
  - Гибралтар (Великобритания)
- В Америке
  - Ангилья (Великобритания)
  - Бермудские острова (Великобритания)
  - Британские Виргинские острова (Великобритания)
  - Острова Кайман (Великобритания)
  - Фолклендские острова (Великобритания)
  - Монтсеррат (Великобритания)
  - Острова Святой Елены, Вознесения и Тристан-да-Кунья (Великобритания)
  - Теркс и Кайкос (Великобритания)
  - Американские Виргинские острова (США)
- В Океании
  - Американское Самоа (США)
  - Гуам (США)
  - Французская Полинезия (Франция)
  - Новая Каледония (Франция)
  - Токелау (Новая Зеландия)
  - Острова Питкэрн (Великобритания)